# Saxapahaw
Saxapahaw – jednostka osadnicza w Stanach Zjednoczonych, w stanie Karolina Północna, w hrabstwie Alamance.